# Momčilo Popadić
Momčilo Popadić Pop, Pope ili Momo (Blato na Korčuli, 25. ožujka 1947. – Split, 20. studenog 1990.), poznat kao autor brojnih tekstova hrvatskih evergreena (npr. "Oprosti mi, pape"), hrvatski je novinar, književnik, pjesnik i esejist. Hedonizam njegova pisanja, Momčila Popadića svrstava u doajene splitske pisane riječi zlatnog doba 70-ih i 80-ih godina 20. stoljeća, kao i činjenica da je pisao jednako kao što je i živio, da mu je poezija bila što i disanje, da je živio za pisanje i od pisanja.

## Životopis

### Proza
Njegova je velika ljubav i darovitost za pisanu riječ bila izražena još od najranijeg djetinjstva koje provodi u Blatu i Prigradici na otoku Korčuli. Veliku ulogu u njegovom odrastanju odigrali su baka i djed, što je 1983. i 1984. godine opisao u autobiografsko-memoarskoj prozi "Lipe cvatu kad je lipanj" i "Živit u strpjenstvu ili Momo, zašto se kriviš" ispričane iz perspektive dječaka u dobi od pet do deset godina, na karakterističnom dalmatinskom, otočnom, blatskom dijalektu s mnogo humora i ironije.

### Poezija
Momčilo Popadić je 1966. godine, kao devetnaestogodišnjak zajedno s godinu dana starijim Jakšom Fiamengom objavio svoju prvu zbirku pjesama pod nazivom "Stepenište". Knjiga se sastoji iz dva dijela. Jedan dio je od Fiamengovih pjesama naslovljen “Pred obećanom zemljom”, a drugi je dio od Popadićevih pjesama pod nazivom “Glasno doba godine”. Ta zajednička mladenačka knjiga "Stepenište" simbolički označava uspon i ulazak ovog dvojca u antologiju hrvatskog pjesništva. Njihovo prijateljevanje i suradnja se nastavlja kroz dugi niz godina. U sljedećem razdoblju Momčilo Popadić izdaje zbirke pjesama; 1969. "Igračke mutnog uma", 1972. "Gospodin O i njegova ljubav", 1975. "Sunce šafranove boje", 1977. "Pučke svečanosti", a posljednju nešto kasnije 1984. "Finski nož".

### Dječja proza
Početkom i sredinom 70-ih godina počinje pisati za Splitsko kazalište lutaka kao vrlo uspješan dječji dramski pisac koji je za lutkarsku scenu napisao: "Tri lava na godišnjem odmoru", "Veliko putovanje malog puža", "Pjevač lutalica" i "Ser Partik i duhovi", a "Ružičasti Malkom" je preveden na poljski, koje su izvođene diljem tadašnje Jugoslavije.

### Popularne pjesme
Popadićevi su se stihovi započeli uglazbljivati 1976. godine na Splitskom festivalu u razdoblju zlatnih godina na Prokurativama koji je iznjedrio brojne hrvatske evergreene. Njegove pjesme sudjelovale su i na raznim drugim festivalima kao što su Festival Dalmatinskih Klapa Omiš, Zagreb Festu, Festival Opatije, MESAM, Olimpijada Hitova Sarajevo '84 i dr. Popadićeve stihove uglazbljivali su velika imena hrvatskih skladatelja zabavne glazbe tog vremena kao što su Rajko Dujmić, Zdenko Runjić, Stipica Kalogjera, Nikica Kalogjera, Arsen Dedić, Alfonso Kabiljo, Ibrica Jusić, Mirko Krstičević, Joško Banov, Hrvoje Hegedušić, Duško Tambača i drugi, a koje su interpretirali Oliver Dragojević, Novi fosili, Jasna Zlokić, grupa Metak, Đurđica Barlović, Meri Cetinić, Ljupka Dimitrovska, Kemal Monteno, Mišo Kovač, Tereza Kesovija, Boris Dvornik, Zdenka Vučković, grupa 777, grupa "Magazin", Osmi putnik, Šajeta, Đorđi Peruzović, Ibrica Jusić, Gabi Novak, Ksenija Erker, Vajta, Milo Hrnić, Miki Jevremović, klapa "Maestral", klapa "Lučica", ‎klapa "Puntari", Dražen Žanko, Lidija Percan, Tomislav Ivčić, Đani Maršan, Vedran Ivčić, Elvira Voća, klapa "Trogir" i mnogi drugi. Popadićeve pjesme "Oprosti mi, pape","Ča je život vengo fantažija", "Što učinila si ti", "Svoju zvizdu slidin", "Zbogom ostaj ljubavi", "Adio kumpanji", "Imala je lijepu rupicu na bradi", "Skitnica", "Ne znam koji vjetar puše", "Ne budi me mati", "Kad bi samo ljubit znala", "Čuješ li me, jel' ti drago", "Ključ ispod otirača", "Košulja plava", "Momo, zašto plačeš", "Tonka", "Reci mi tiho, tiho", "Ti si moja kiša blaga", "Najlipše te jubi oni što te gubi", "Neveni žuti, žuti", "Da mi je biti morski pas", "Hajdučka", "Šijavica", "Lišina" i mnoge druge postigle su veliku popularnost.

## Djela
Momčilo Popadić je iza sebe ostavio je brojne objavljene i neobjavljene dramske tekstove kao i niz reportaža, eseja, pjesama, feljtona, kritika, zapisa i napisa.

### Zbirke pjesama
- "Glasno doba godine" (1966.) - objavio zajedno s Jakšom Fiamengom u knjizi "Stepenište"
- "Igračke mutnog uma" (1969.)
- "Gospodin O i njegova ljubav" (1972.)
- "Sunce šafranove boje" (1975.)
- "Pučke svečanosti" (1977.)
- "Finski nož" (1984.)

### Zbirke pjesama popularne domaće glazbe
- "Izbor pjesama sa splitskih festivala zabavne glazbe / Momčilo Popadić" (1980.) - Festival zabavne glazbe Split
- "Šankconijer" - CD (2003.) - odabrao Zlatko Gall

### Memoarska proza
- "Lipe cvatu kad je lipanj" (1983.)
- "Živit u strpjenstvu ili Momo, zašto se kriviš" (1986.)

### Dječja proza
- "Veliko putovanje maloga puža" - CD
- "Tri lava na godišnjem odmoru" (1970.)
- "Ružičasti Malcom" - preveden na poljski
- "Ser Partik i duhovi"

### Izabrane reportaže, intervjui, kolumne i humoreske
- "Svoju zvizdu slidin" (2014.) - izdanje Slobodne Dalmacje u kojoj je radio od 1976. do 1990. godine; izabrao i uredio Damir Šarac